# Vārkavas pagasts
Vārkavas pagasts (letgallisk: Vuorkovys pogosts) er en territorial enhed i Vārkavas novads i Letland. Pagasten havde 658 indbyggere i 2010 og omfatter et areal på 78.60 kvadratkilometer. Hovedbyen i pagasten er Vārkava.
I 1935 var Vārkavas pagasts areal på 234,90 kvadratkilometer. I 1945 oprettedes Ančkini, Kursīši, Raunieši, Vārkava, Zaķiši og Znotiņi landsbyråd, og pagasten nedlagdes i 1949. I 1954 sammenlagdes landsbyerne Vārkava og Ančkini, i 1965 også med Kursīši. I 1975 tilførtes dele af Zaķīši, mens dele af Vārkava tilførtes den nyoprettede landby Upmala. I 1990 genoprettedes Vārkavas pagasts. I 2009 underlagdes pagasten Vārkavas novads som administrativ enhed.

## Kendte indbyggere
- Julijans Vaivods – kardinal